# Almanac (deutsche Band)
Almanac ist eine deutsche Heavy-Metal-Band.

## Geschichte

### Gründung undTsar

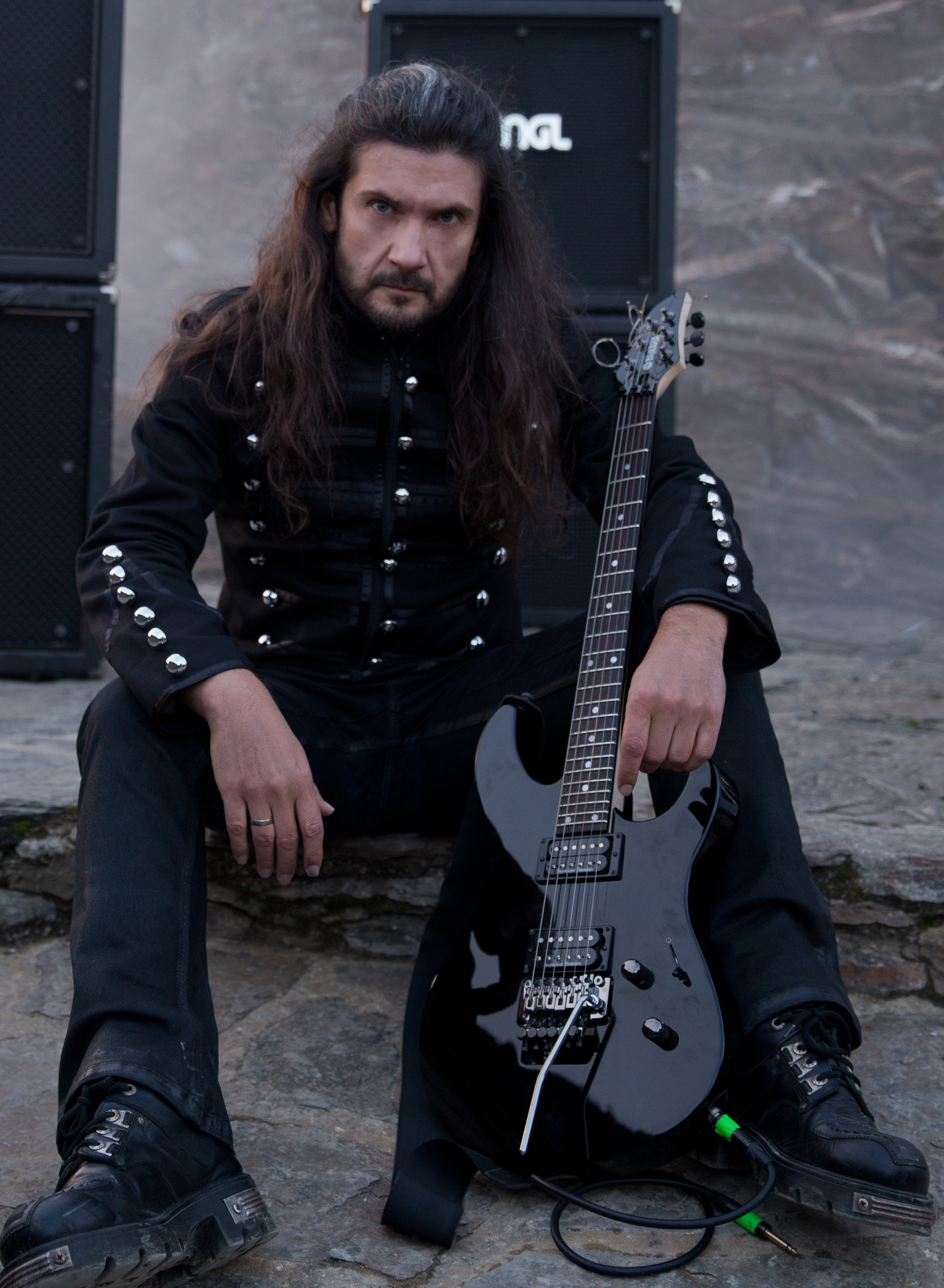
Gitarrist Victor Smolski (2016)

Im Februar 2015 verließ der Gitarrist Victor Smolski die Band Rage. Zwei Monate später gründete er die Band Almanac, um das von ihm angestoßene Projekt Lingua Mortis Orchestra fortzuführen. Neben Smolski gehörten die Sängerinnen Jeannette Marchewka und Dana Harnge, die Sänger Andy B. Franck (Brainstorm) und David Readman (Pink Cream 69) zur ersten Besetzung. Komplettiert wurde die Band später vom Bassisten Armin Alic, dem Keyboarder Enric Garcia und dem Schlagzeuger Michael Kolar. Nachdem die Band während der Musikmesse Frankfurt ihren ersten Auftritt hatte, wurden Almanac im Mai 2015 von Nuclear Blast unter Vertrag genommen.
Ohne die inzwischen ausgestiegene Dana Harnge nahm die Band ihr Debütalbum Tsar auf, dass vom Orden-Ogan-Sänger Sebastian „Seeb“ Levermann produziert wurde und am 18. März 2016 erschien. Das Album erreichte Platz 74 der deutschen und Platz 87 der Schweizer Albumcharts. Bei den Metal Hammer Awards 2016 wurde Tsar in der Kategorie Bestes Debütalbum nominiert, der Preis ging jedoch an Abbath. Almanac spielten eine Tour im Vorprogramm von Orden Ogan und traten auf den Festivals Summer Breeze und Metal Hammer Paradise auf. Ein Jahr später spielten Almanac beim Masters of Rock.

### KingslayerundRush of Death

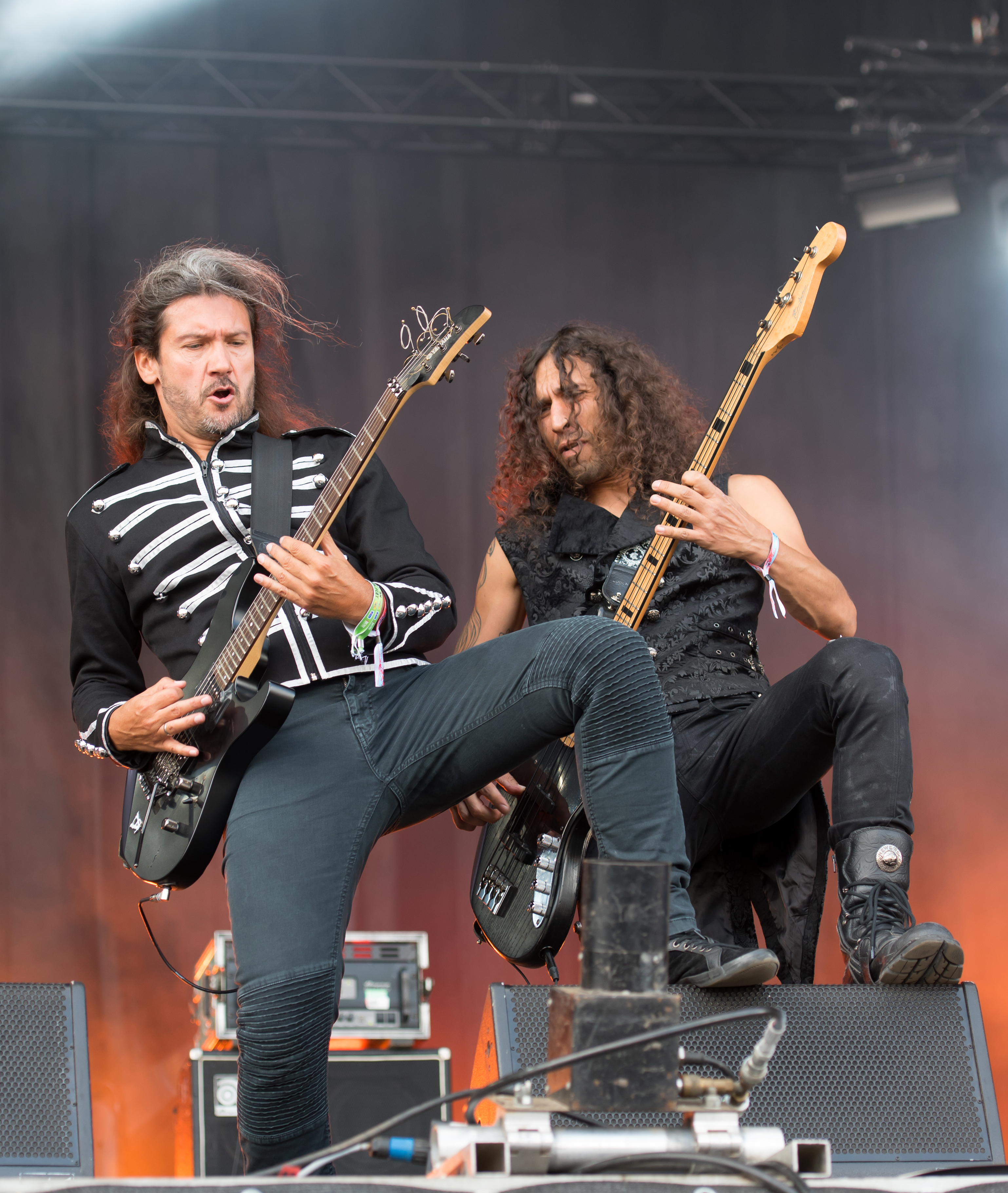
Almanac live (2018)

Armin Alic, Enric Garcia und Michael Kolar verließen im Jahre 2017 die Band. Ihre Nachfolger wurden Tim Rashid (Bass) und Athanasios Tsoukas (Schlagzeug). Gemeinsam wurde in den Wuppertaler Heyday Studios das zweite Studioalbum Kingslayer eingespielt, dass am 24. November 2017 erschien. Victor Smolski spielte alle Keyboards ein und übernahm die Produktion. Im Gegensatz zum Debütalbum verfehlte Kingslayer die Charts. Im Februar 2017 spielten Almanac ihre erste Headlinertournee mit den Vorgruppen Gloryful und Lichtgestalt. Anfang 2018 stiegen die beiden Sänger Andy B. Franck und David Readman sowie Schlagzeuger Athanasios Tsoukas aus. Dafür kamen Sänger Patrick Sühl und für kurze Zeit der Schlagzeuger Marc Dzierzon in die Band.
Es folgten zwei Konzerte in Südkorea sowie ein Auftritt im Rahmen des Werner-Rennens. Kevin Kott kam als neuer Schlagzeuger in die Band, die im März 2019 eine Headlinertournee mit den Vorgruppen Enemy Inside und New Level spielte. Danach nahm die Band ihr drittes Studioalbum Rush of Death auf, dass am 6. März 2020 erschien und Platz 67 der deutschen Albumcharts erreichte. Mit Frank Beck von der Band Gamma Ray schloss sich ein weiterer Sänger der Band an. Im März 2020 tourten Almanac als Vorgruppe von Lordi durch Europa. Wegen der COVID-19-Pandemie musste die Tour jedoch abgebrochen werden.

## Diskografie

### Alben
| Jahr | Titel Musiklabel            | Höchstplatzierung, Gesamtwochen, AuszeichnungChartplatzierungen (Jahr, Titel, Musiklabel, Platzierungen, Wochen, Auszeichnungen, Anmerkungen) | Höchstplatzierung, Gesamtwochen, AuszeichnungChartplatzierungen (Jahr, Titel, Musiklabel, Platzierungen, Wochen, Auszeichnungen, Anmerkungen) | Anmerkungen                                                     |
| Jahr | Titel Musiklabel            | DE | CH | Anmerkungen                                                     |
| ---- | --------------------------- | --- | --- | --------------------------------------------------------------- |
| 2016 | Tsar Nuclear Blast          | DE74 (1 Wo.)DE | CH87 (1 Wo.)CH | Erstveröffentlichung: 18. März 2016                             |
| 2017 | Kingslayer Nuclear Blast    | — | — | Erstveröffentlichung: 24. November 2017                         |
| 2020 | Rush of Death Nuclear Blast | DE67 (1 Wo.)DE | CH54 (1 Wo.)CH | als Victor Smolski’s Almanac Erstveröffentlichung: 6. März 2020 |

### Musikvideos
- 2016: Self-Blinded Eyes
- 2017: Losing My Mind

## Nominierungen
Metal Hammer Awards
| Jahr | Kategorie  | für  | Resultat  |
| ---- | ---------- | ---- | --------- |
| 2016 | Best Debut | Tsar | Nominiert |